# Genderová lingvistika
Genderová lingvistika (viz gender jako sociální konstrukt) – je jako součást sociolingvistiky jazykovědnou disciplínou vycházející z feministické lingvistiky (někdy se oba názvy zaměňují), jejíž vznik a rozvoj spadá do druhé poloviny 20. století. V západní Evropě a USA vznikla během 60.–70. let; v české lingvistice vznikají první články pod hlavičkou feministické a genderové lingvistiky až v 90. letech 20. století, přestože již ve 30. letech vycházely články o tématech, kterým se později začala věnovat genderová lingvistika. Během této doby prodělal tento vědecký obor relativně bouřlivý vývoj – na svém počátku, tedy v době, kdy se feministická lingvistika zaměřovala na výzkum rozdílů v jazyce mužů a žen a byla ještě značně esencialistická, byla nejprve ovlivněna Bernsteinovou teorií jazykových kódů, kdy byl ženám přiřazen kód omezený a mužům kód rozvinutý. Druhá vlna, odpovídající cca 80. letům 20. století, byla ve znamení teorie dvou kultur známé pod heslem Muži jsou z Marsu a ženy z Venuše. Toto období předpokládalo, že ženy a muži žijí v rozdílných světech, a proto tedy mluví rozdílným jazykem. V 90. letech přechází genderová lingvistika na teorii doing gender vycházející ze sociálního konstruktivismu, která zdůrazňuje dělání (či performativitu) genderu v interakci.
Genderová lingvistika se zabývá vztahem jednotlivých genderů a jazyka – jedná se zejména o jazykem zprostředkované hierarchizace genderů (např. slabé pohlaví označující ženy vs. racionální a silní muži), vlivy jazyka na genderové stereotypy, jakým způsobem jsou v jazyce zakotveny mužské a ženské role (např. žena jako strážkyně rodinného krbu vs. tvrdě pracující muž mimo domov), a jaký to má dopad na role obou pohlaví ve společnosti či výzkumem jazyka jednotlivých genderů.
Jedny z prvních českých článků, ve kterých je feministická lingvistika neprávem odmítána, publikovaly Jana Hoffmannová a Světla Čmejrková. Světla Čmejrková však postupně v dalších publikacích došla až k přijetí genderové lingvistiky. Za přední českou genderovou lingvistku je ovšem považována Jana Valdrová publikující o genderových tématech od roku 1997. Nověji se českou genderovou lingvistikou zabývá také Vít Kolek na Univerzitě Palackého v Olomouci.

## Vybraná témata genderové lingvistiky

### Genericky užívané maskulinum
Genderová lingvistika upozorňuje na problematiku nadužívání generického maskulina (používání mužského rodu v případě, když se má jednat o obě pohlaví, např. Vědci významně pokročili v hledání univerzální krevní skupiny), které odhaluje jako zneviditelňování žen a tudíž jako prostředek hierarchizace genderů. Genderově specifický tvar (tedy např. vědci jako čistě mužská skupina) je totiž formálně identický s generickým tvarem, který by měl zastupovat rovnou měrou jak muže, tak i ženy.  Výsledky psycholingvistických výzkumů však dokazují, že generické maskulinum vyvolává spíše (někdy dokonce výhradně) představu muže, což má praktické důsledky např. ve volbě povolání a podílu jednotlivých pohlaví v nich, hodnocení prestiže ženského a mužského výkonu atd. Z tohoto důvodu bylo přistoupeno k vypracování prostředků genderově vyváženého vyjadřování, což bylo i podpořeno a vyžadováno Doporučením Rady Evropy (4) 90. Zahraniční a české výzkumy rovněž dokazují, že užíváním genderově vyvážených variant se aktivují představy muže i ženy, což vede k rovnému zacházení s oběma gendery v jazyce.

#### Alternativy generického maskulina – genderově vyvážený jazyk
Každý jazyk nabízí určité prostředky, které mohou sloužit jako alternativy diskriminačního generického maskulina. V českém jazyce se výzkumem alternativ genericky užívaného maskulina zabývá zejména Jana Valdrová v příručce MŠMT Kultura genderově vyváženého vyjadřování a dalších publikacích.
Za základní alternativu lze považovat společné jmenování ženské a mužské formy (např. vědkyně a vědci, nebo v opačném pořadí vědci a vědkyně). Často lze užít zkrácené formy prostřednictvím lomítka, např. student/ka. V případě jednotného čísla se užívá pro označování žen přechýlené formy, tudíž např. Ona je uznávaná psycholožka místo pseudogenerické formy Ona je uznávaný psycholog. Tímto způsobem, který rovněž podporuje Ústav pro jazyk český, lze zvýšit odborný přínos žen, který se v případě nadužívání generického maskulina ztrácí. Za další možnost lze považovat označení abstrahující od biologického rodu, jako např. osoba, odborná síla, tým, personál či podstatná jména zakončená na -stvo a -ctvo (např. žactvo). Velmi vhodná jsou rovněž přídavná jména slovesná, která jsou mnohdy neutrální, např. studující, kupující. Mnohdy lze maskulinum vynechat (např. opatření pro handicapované místo opatření pro handicapované spoluobčany). Užívání genderově vyvážených označení vyžaduje např. zákon č. 167/1999 Sb. o inzerci.

### Přechylování ženských příjmení
Ohledně přechylování ženských příjmení se genderová lingvistika zabývá otázkou, zda je nutné přechylovat ženská příjmení, a to jak cizinek, tak Češek. Co se týká cizinek, považuje genderová lingvistika přechylování jejich příjmení za vpád do jejich osobnosti a identity, neboť přechylováním dochází ke změně tohoto příjmení. Bylo dokázáno, že nic nebrání užívání nepřechýlených forem příjmení. Česká nepřechýlená příjmení se vyskytují stále častěji (např. Emma Smetana, Karolína Hošek aj.), lze je však dle zákona č. 165/2004 Sb. nechat nepřechýlená pouze, pokud se jedná o a) cizinku, b) občanku, která má nebo bude mít trvalý pobyt v cizině, c) občanku, jejíž manžel je cizinec, d) občanku, která je jiné než české národnosti.

### Akceptování genderově senzitivního jazyka
V české genderové lingvistice jsou publikována četná ponaučení a plány k zavádění genderově citlivého jazyka. O reakcích české společnosti na tyto záměry však není (na veřejnosti) nic známo. Např. v Německu bylo ve 3. dekádě 21. století na toto téma provedeno několik průzkumů veřejného mínění. Zprávy institucí různého politického zaměření se shodují v tom, že více než polovina občanů (ze všech společenských vrstev) je proti zavádění genderově senzitivního jazyka např. v médiích z více než 70 % a v soukromém životě z 80 %.

## Vybrané publikace české genderové lingvistiky
- Valdrová, Jana (2022): Genderově neutrální jména: současný stav a perspektivy. In: Gender a výzkum / Gender and Research, 23 (2), str. 21–39.[24]
- Kolek, Vít (2022): Způsoby označování osob z hlediska ne/binarity genderu: kvantitativní sonda do titulních stran vybraných českých periodik. In: Gender a výzkum / Gender and Research, 23 (2), str. 62–81.[25]
- Kolek, Vít (2022): Nonbinary Czech language: characteristics and discourse. In: Gender and Language, 16 (3), str. 265–285.[26]
- Kolek, Vít / Valdrová, Jana (2020): Czech gender linguistics: Topics, attitudes, perspectives. In: Slovenščina 2.0.: empirical, applied and interdisciplinary research, 8 (1), str. 35–65.[27]
- Valdrová, Jana (2018): Reprezentace ženství z perspektivy lingvistiky genderových a sexuálních identit. Praha: SLON. 462 s. ISBN 978-80-7419-261-6.
- Kolek, Vít / Valdrová, Jana (2017): Die tschechische sprachwissenschaftliche Geschlechterforschung im Spiegel der bohemistischen Fachzeitschriften Naše řeč und Slovo a slovesnost. In: Osnabrücker Beiträge zur Sprachtheorie 91 (2017), str. 147–165.
- Smetáčková, Irena (2016): Femininní a maskulinní označení: vliv na hodnocení prestiže. In: Gender, rovné příležitosti, výzkum 17, č. 2, str. 81–92.
- Valdrová, Jana (2016): Typological Differences between Languages as an Argument against Gender-fair Language Use?. In: Jusová, I./J. Šiklová (eds.). Czech Feminism. Perspectives on Gender in East Central Europe. Bloomington and Indianapolis: Indiana University Press, str. 270–283.
- Kolek, Vít (2016): Überprüfung der Gültigkeit des generischen Maskulinums im Deutschen und im Tschechischen mittels Assoziationsexperimenten. Olomouc: Univerzita Palackého.[28]
- Valdrová, Jana (2015): Angela Merkelová, Elfriede Jelinek(ová) und Barbara Coudenhoveová- Kalergiová: Zum gegenwärtigen tschechischen Umgang mit weiblichen Familiennamen. In: P. Anreiter, P. – E. Mairhofer – C. Posch (eds.). Argumenta. Festschrift für Manfred Kienpointner zum 60. Geburtstag. Wien: praesens Verlag, str. 537–547.
- Valdrová, Jana/Knotková-Čapková, Blanka/Paclíková, Pavla (2010): Kultura genderově vyváženého projevu. MŠMT, Praha. Elektronická monografie in: www.msmt.cz. 80 stran.
- Valdrová, Jana (2008): “Žena a vědec? To mi nejde dohromady.” Testy generického maskulina v českém jazyce. In: Naše řeč 91, č. 1, str. 26–38.
- Čmejrková, Světla (2008): Jak rozumíme kategorii rodu? Kdy je Češka Čech?. In: Slavia - časopis pro slovanskou filologii 77, č. 1–3, str. 41–53.[29]
- Valdrová, Jana (2005): Jak jazyk zabíjí image odbornice. In: Gender / rovné příležitosti / výzkum. Ročník 6, č. 2, str. 1–3.[30]
- Valdrová, Jana (2001): Novinové titulky z hlediska genderu. In: Naše řeč 84, č. 2, str. 90–96.[31]
- Valdrová, Jana (1998): Kontrastivní genderová lingvistika: téma zviditelnění ženy v současném německém a českém jazyce. Disertační práce. Brno: FF MU.
- Valdrová, Jana (1997): K české genderové lingvistice. In: Naše řeč 80, č. 2, str. 87–91.[32]